# Herrenmühle (Ziesar)
Die Herrenmühle ist eine ehemalige Wassermühle in der Gemarkung Bücknitz. Seit der Eingemeindung Bücknitz ist Herrenmühle ein Gemeindeteil der brandenburgischen Stadt Ziesar. Herrenmühle liegt am Fluss Buckau.

## Geschichte
Bereits seit dem Mittelalter entstanden am Lauf des Flusses Buckau mehrere Wassermühlen, so auch nahe der Stadt Ziesar. 1785 wurde die Herrenmühle als seit 1740 verpachtete Wassermühle mit vier Mahlgängen beschrieben. Neun Personen lebten im Ort. Bis zum Zweiten Weltkrieg wurde die Herrenmühle als Papierfabrik genutzt. Das Grundstück hatte einen Gleisanschluss zum Umschlag von Heizmaterial und Papierrollen. Nach ihrer Stilllegung verfielen die Gebäude der ehemaligen Wassermühle durch die Nichtnutzung. Die LPG der ehemaligen DDR hatte Gebäude für die Instandsetzung von Landmaschinen genutzt. Nachdem die Herrenmühle im Zuge der Wiedervereinigung Deutschlands an die ehemaligen Besitzer zurückübertragen worden war, kam es zu mehreren Besitzüberlassungen. In der Nacht vom 4. zum 5. Januar 2016 brannte das vormalige Wohngebäude der Mühle wahrscheinlich durch Brandstiftung ab. Neben den zur ehemaligen Mühle gehörenden verfallenen Gebäuden gibt es im Gemeindeteil weitere Wohngebäude und eine Forellenzuchtanlage.